# Daro TI

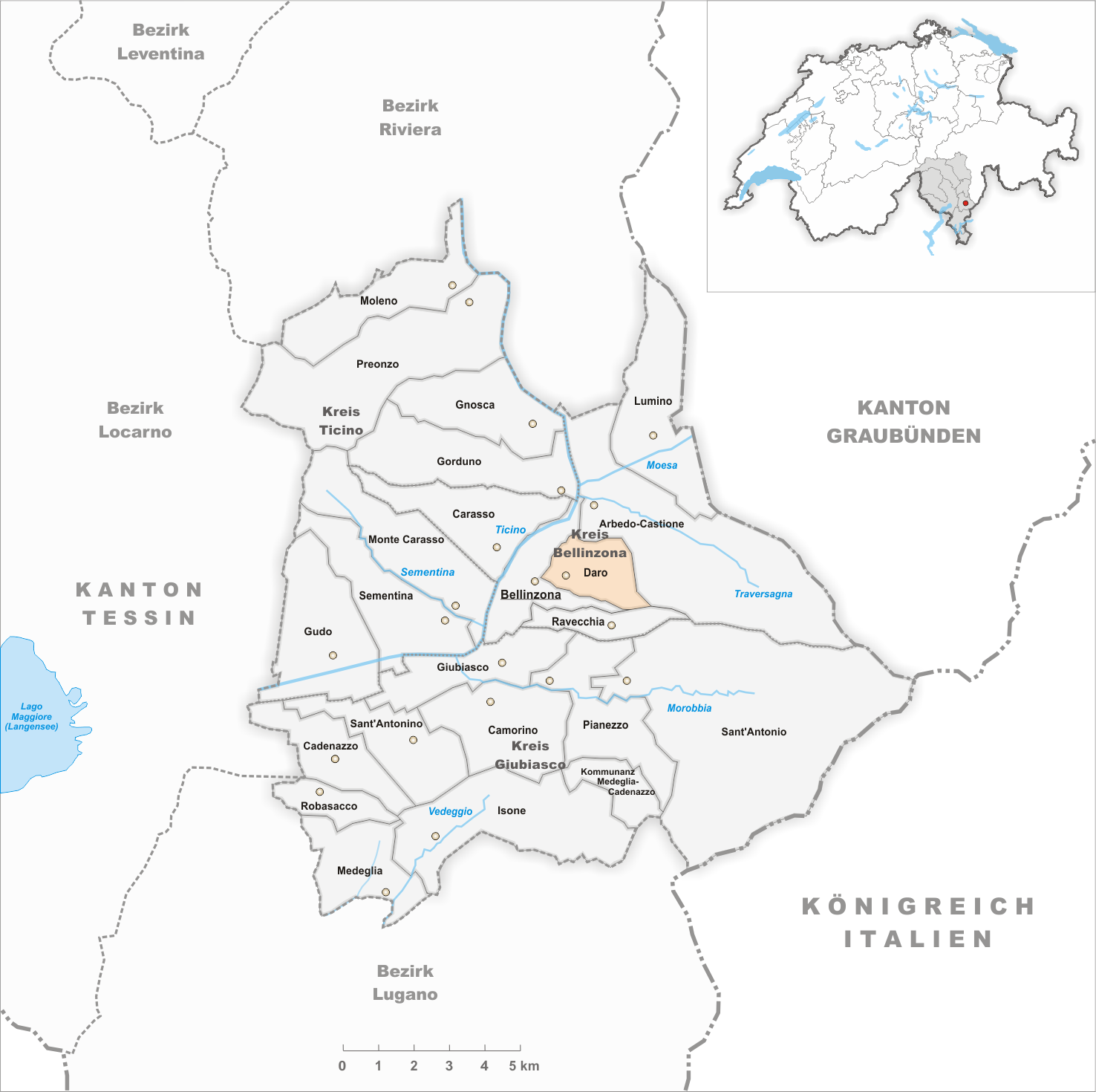
Gemeindestand vor der Fusion am 1. Januar 1907

Daro bildet eine Fraktion der politischen Gemeinde Bellinzona, Kreis Bellinzona, Bezirk Bellinzona, im Schweizer Kanton Tessin.

## Geographie
Das Dorf liegt auf einer Höhe von 267 m ü. M. auf einer Terrasse am Westfuss des Motto d'Arbino und einer Reihe von rebenbepflanzten Hängen, 500 m östlich von Bellinzona.

## Geschichte
Eine erste Erwähnung findet das Dorf im Jahre 1173 unter dem damaligen Namen de Dali. Hier wurden prähistorische Gräber entdeckt. Daro wurde 1907/08 samt Artore und Pedemonte der Gemeinde Bellinzona angeschlossen. Kirchlich bildet es seit 1631 eine von Bellinzona losgetrennte Pfarrei.
Daro bildet aber nach wie vor eine eigenständige Bürgergemeinde.

## Bevölkerung

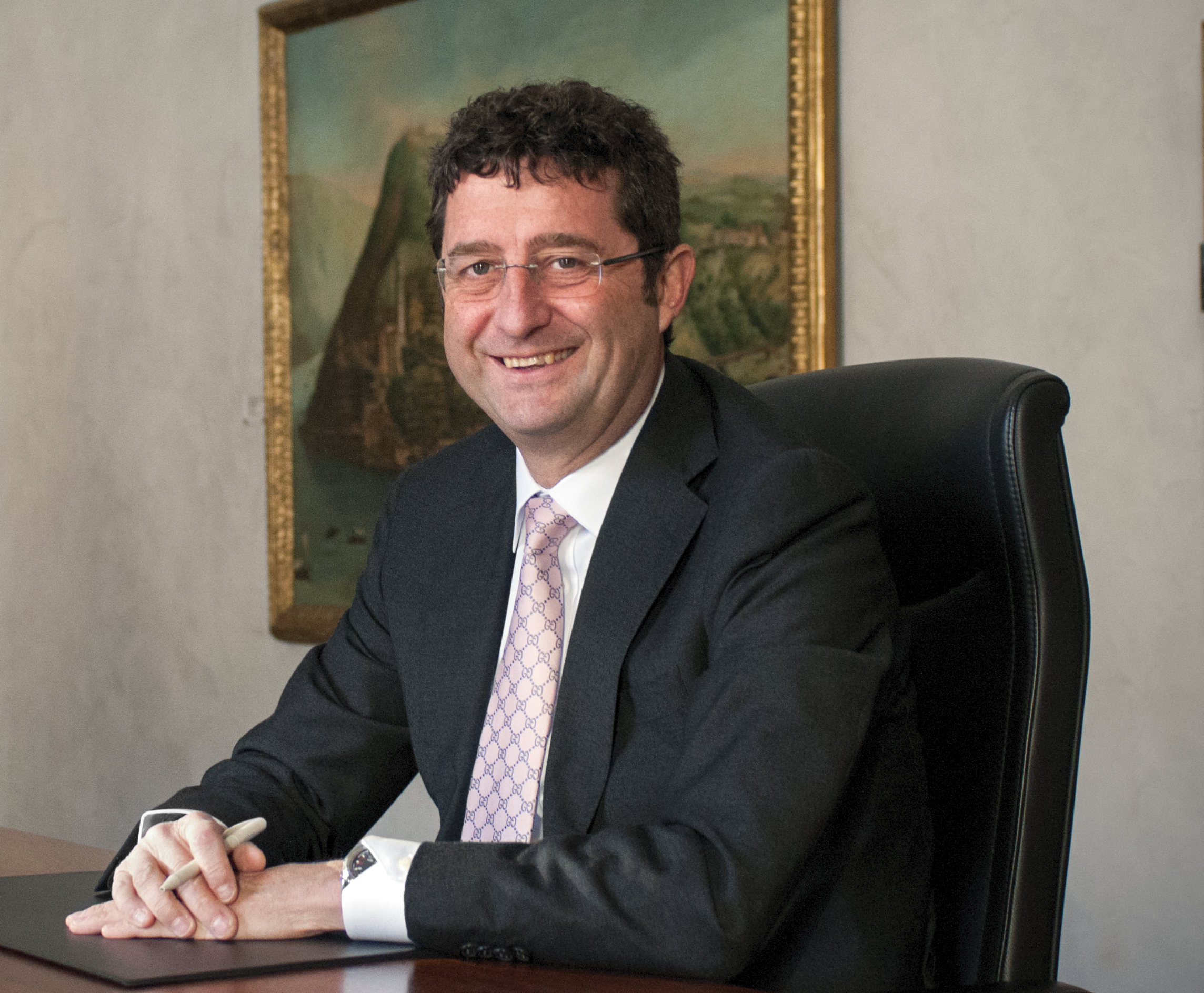
Paolo Beltraminelli

Einwohnerzahlen: Volkszählungsdaten

## Sehenswürdigkeiten
- Pfarrkirche San Quirico, erstmals 1173 erwähnt[5].

## Persönlichkeiten
- Paolo Beltraminelli (* 1961) ist ein Schweizer Ingenieur, Politiker, Tessiner Grossrat und ehemaliger Staatsrat der Christlichdemokratischen Volkspartei (CVP).